# Malte Henk
Malte Henk (* 1976 in Bremen) ist ein deutscher Journalist. Er ist Redakteur im „Dossier“ der Wochenzeitung Die Zeit, davor arbeitete er als Reporter für die Zeitschrift GEO.

## Leben
Nach dem Abitur in Wolfsburg studierte Henk Geschichte, Germanistik und Rhetorik in Tübingen und Edinburgh. Von 2004 bis 2005 besuchte er in Hamburg die Henri-Nannen-Schule für Journalismus. Anschließend war er zunächst freier Autor, unter anderem für das Nachrichtenmagazin Der Spiegel und GEO. 2007 wurde er Redakteur bei GEOkompakt, im Jahr darauf bei GEO. Von 2011 bis 2012 lebte er als GEO-Korrespondent in Israel. 2013 wechselte er ins Ressort „Dossier“ der ZEIT. Henk ist als Dozent an der Henri-Nannen-Journalistenschule und der Hamburger Akademie für Publizistik tätig.

## Auszeichnungen
- 2009: Georg von Holtzbrinck Preis für Wissenschaftsjournalismus in der Kategorie Print (zu gleichen Teilen mit Jörg Albrecht von der FAZ)
- 2013: Sonderpreis des Bremer DRK-Medienpreises[3]
- 2014: Henri-Nannen-Preis in der Kategorie „Beste Dokumentation“[1]
- 2014: Journalist des Jahres in der Kategorie „Wissenschaft“, zusammen mit Co-Autorin Amrai Coen[4]
- 2015: Georg von Holtzbrinck Preis für Wissenschaftsjournalismus
- 2015: Deutscher Reporterpreis (Beste Wissenschaftsreportage) für Die Jagd auf 67P/C-G, erschienen in Die Zeit
- 2016: Deutscher Reporterpreis (Reportage), zusammen mit Co-Autor Henning Sußebach, für Der Exodus von Tel Goran, erschienen in Die Zeit[5]
- 2017: Medienpreis Politik 2016 des Deutschen Bundestages für Wie ich auszog, die AfD zu verstehen, erschienen in Die Zeit[6].
- 2018: Theodor-Wolff-Preis in der Kategorie Meinung für Alles Zufall?, erschienen in Die Zeit.[7]
- 2020: Nannen Preis in der Kategorie „Beste Dokumentation“ für Wenn sie euch nicht in den Jemen lassen, berichtet trotzdem.[8]
- 2020: Katholischer Medienpreis in der Kategorie „Printmedien“ zusammen mit Amrai Coen für Wenn sie euch nicht in den Jemen lassen, berichtet trotzdem[9]
- 2025: Egon-Erwin-Kisch-Preis für die Reportage Wie weit weg ist Buchenwald?, erschienen in Die Zeit.[10]